# Jim Holton
Jim Holton (11. dubna 1951, Lesmahagow – 4. října 1993, Baginton) byl skotský fotbalista, obránce.

## Klubová kariéra
Začínal v akademii skotského Celtic Glasgow, dále hrál v juniorce West Bromwich Albion FC, kde ale profesionální smlouvu nezískal. První smlouvu získal v týmu Shrewsbury Town FC, dále hrál za Manchester United FC, v americké lize za Miami Toros, v Anglii za Sunderland AFC a Coventry City FC a v americké lize za Detroit Express. Poslední smlouvu uzavřel s týmem Sheffield Wednesday FC, ale z důvodu zranění již za tento klub nenastoupil. V nejvyšší anglické soutěži nastoupil ve 153 utkáních a dal 5 gólů.

## Ligová bilance
| Ročník                                  | Zápasy | Góly | Klub                 |
| --------------------------------------- | ------ | ---- | -------------------- |
| Football League Third Division 1971/72  | 44     | 3    | Shrewsbury Town FC   |
| Football League Third Division 1972/73  | 23     | 1    | Shrewsbury Town FC   |
| Football League First Division 1972/73  | 15     | 3    | Manchester United FC |
| Football League First Division 1973/74  | 34     | 2    | Manchester United FC |
| Football League Second Division 1974/75 | 14     | 1    | Manchester United FC |
| North American Soccer League 1976       | 16     | 1    | Miami Toros          |
| Football League First Division 1976/77  | 13     | 0    | Sunderland AFC       |
| Football League First Division 1976/77  | 8      | 0    | Coventry City FC     |
| Football League First Division 1977/78  | 25     | 0    | Coventry City FC     |
| Football League First Division 1978/79  | 34     | 0    | Coventry City FC     |
| Football League First Division 1979/80  | 24     | 0    | Coventry City FC     |
| North American Soccer League 1980       | 21     | 3    | Detroit Express      |
| CELKEM 1. anglická liga                 | 153    | 5    |                      |

## Reprezentační kariéra
Z týmu Shrewsbury byl povolán do skotské reprezentace do 23 let. Za seniorskou reprezentaci Skotska nastoupil v letech 1973–1974 v 15 utkáních a dal 2 góly, startoval i na Mistrovství světa ve fotbale 1974. Jeden ze svých gólů dal v roce 1973 reprezentaci Československa v kvalifikační skupině o mistrovství světa 1974.

## Úmrtí
Zemřel na následky srdečního záchvatu. Jeho pohřbu se zúčastnilo více než 1000 lidí včetně Johna Silletta, Steve Ogrizovice, Tommy Dochertyho a Joe Jordana.